# 阿巴赫河 (阿夫特河支流)
51°31′21.3″N 8°41′31.6″E / 51.522583°N 8.692111°E
阿巴赫河（德語：Aabach），是德國的河流，位於該國西部，處於北萊茵-威斯特法倫州，屬於阿夫特河的左支流，河道全長14公里，流域面積36平方公里，河口處在巴特溫嫩貝格。